# Дьюла Кате
Дьюла Кате (угор. Káté Gyula; 3 лютого 1982, Будапешт) — угорський боксер, що виступав у легкій та першій напівсередній вазі, призер чемпіонатів світу та Європи, учасник Олімпійських ігор.

## Аматорська кар'єра

### Чемпіонат світу 2003
- В 1/32 фіналу переміг Сержіо Пріотті (Аргентина) — RSCO 3
- В 1/16 фіналу переміг Володимира Колесника (Україна) — 21-10
- В 1/8 фіналу переміг Утіяма Такасі (Японія) — RSCO 3
- В 1/4 фіналу переміг Ділшода Махмудова (Узбекистан) — 35-21
- В півфіналі програв Маріо Кінделану (Куба) — 12-24

### Чемпіонат Європи 2004
- В 1/8 фіналу переміг Маріоса Капероніса (Греція)
- В 1/4 фіналу переміг Марціна Леговського (Польща)
- В півфіналі програв Димитру Щилянову (Болгарія) — 25-34

На Олімпійських іграх 2004 Кате програв в першому бою Пек Джон Соп (Південна Корея) — 23-30.
На чемпіонаті світу 2005 дебютував в категорії до 64 кг і програв в першому бою.

### Чемпіонат Європи 2006
- В 1/8 фіналу переміг Яакко Міллілае (Фінляндія)
- В 1/4 фіналу переміг Геворга Тамазяна (Вірменія)
- В півфіналі програв Олегу Коміссарову (Росія) — RSCI 4

На чемпіонаті світу 2007 переміг Джон Джо Джойса (Ірландія) і Майка Карвальйо (Бразилія), а в 1/8 фіналу програв Геннадію Ковальову (Росія) — 9-22.

### Чемпіонат Європи 2008
- В 1/8 фіналу переміг Джемала Фетіховича (Боснія і Герцоговина)
- В 1/4 фіналу переміг Максима Ігнатьєва (Росія)
- В півфіналі переміг Джон Джо Джойса —8-2
- У фіналі програв Едуарду Амбарцумяну (Вірменія) — RSCI 1

На Олімпійських іграх 2008 Кате програв в першому бою Джон Джо Джойсу — 5-9.

### Чемпіонат світу 2009
Після перемог над Апічетом Сансітом (Таїланд) і Абдуром Рахімом (Бахрейн)
- В 1/8 фіналу переміг Майка Карвальйо — 10-8
- В 1/4 фіналу переміг Рустама Сваєва (Казахстан) — 14-9
- В півфіналі програв Френкі Гомесу (США) — 7-8

### Чемпіонат Європи 2010
- В 1/8 фіналу переміг Артурса Ахметовса (Латвія) — 9-0
- В 1/4 фіналу переміг Вінченцо Манджакапре (Італія) — 9-4
- В півфіналі переміг Олександра Солянікова (Росія) — 6-3
- У фіналі програв Грачику Джавахяну (Вірменія) — 2-3

На чемпіонаті Європи 2011 програв в чвертьфіналі Вінченцо Манджакапре — 14-22.

### Чемпіонат світу 2011
Після перемог над Євгенієм Ромашкевичем (Білорусь) і Івсом Уліссом (Канада)
- В 1/8 фіналу переміг Даніяра Єлеусінова (Казахстан) — 17-11
- В 1/4 фіналу програв Евертону Лопесу (Бразилія) — AB 3

На Олімпійських іграх 2012 Кате переміг Еслама Мохамеда (Єгипет) і програв в другому бою Вінченцо Манджакапре — 14-20.